# Thomas Siwe
Thomas Siwe (* 14. Februar 1935) ist ein US-amerikanischer Perkussionist und Musikpädagoge.
Siwe studierte an der University of Illinois, wo er den Grad des Master und Bachelor erlangte. Er trat als Solist und Ensemblemusiker mit dem Chicago Symphony Orchestra, dem Boston Pops Orchestra, den University of Chicago Contemporary Chamber Players und dem Harry Partch Ensemble auf und war Mitglied der Chicago Lyric Opera, der Sinfonia da Camera und der U.S. Marine Band von Camp Pendleton. Daneben war er von 1984 bis 1986 Präsident der Percussion Arts Society.
Er unterrichtete zunächst an der Northwestern University, dann an der University of Wisconsin und der Northern Illinois University. Von 1969 bis 1999 leitete er die Perkussionsabteilung an der University of Illinois. Er veröffentlichte die Lehrbücher  Percussion: A Course of Study for the Future Band and Orchestra Director und Latin Sextet (für Ensemblespiel) sowie 10 Hall of Fame Snare Drum Solos. 2002 erschien das Album Historic Works for Percussion Ensemble mit Aufnahmen unter Siwes Leitung.